# Miody wałeckie
Miody wałeckie – regionalny produkt pszczelarski, charakterystyczny dla powiatu wałeckiego. 22 lutego 2013 wpisany na polską listę produktów tradycyjnych (zgłaszającym był Walenty Pawłowski z Rejonowego Koła Pszczelarzy w Wałczu).

## Historia
Tradycje pszczelarskie okolic Wałcza sięgają czasów międzywojennych. Lokalne gospodarstwa posiadały ule, które częstokroć miały nieszablonowe formy, zwłaszcza miniaturowych domków lub bałwanów. Po zakończeniu II wojny światowej polscy osadnicy podtrzymali tradycje pszczelarskie regionu. Dominowały pasieki po około piętnaście uli. W 1946 założono Koło Pszczelarzy w Wałczu. W 1950 objęło ono cały powiat wałecki (już jako Związek Pszczelarzy). Najlepszymi latami dla lokalnego pszczelarstwa były lata 60. i 70. XX wieku - wtedy to niektórzy pszczelarze dostarczali do skupu po ponad 255 kilogramów miodu rocznie. W 1973 w powiecie funkcjonowały 262 pasieki (4510 pni). Do związku należało wówczas 155 pszczelarzy z 3132 ulami. Związek kładł szczególny nacisk na zdrowotność pszczół i higienę pasiek. Oprócz tego dbano o pożytki pszczele - wysadzano np. rośliny miododajne. Na początku lat 70. XX wieku posadzono w powiecie pięćset lip, dwieście akacji oraz 4500 różnych krzewów.

## Charakterystyka
W stanie płynnym występują: miód lipowy, gryczany, wielokwiatowy, wrzosowy, nektarowo-spadziowy, akacjowy, bławatkowy, koniczynowy i mniszkowy. Najszybciej krystalizacji ulega miód rzepakowy. Barwa, konsystencja i smak są zróżnicowane i zależą od poszczególnego gatunku, co reguluje ściśle wpis na listę produktów tradycyjnych.

## Nagrody i wyróżnienia
W 2011 miody wałeckie zdobyły wyróżnienie w konkursie „Nasze Kulinarne Dziedzictwo – Smaki Regionów” (Poznań) w kategorii produktów i przetworów pochodzenia zwierzęcego (podkategoria Miody).